# Zritiel
Zritiel (ros. Зритель) – rosyjskie czasopismo literackie wydawane w Petersburgu przez poetów Iwana Kryłowa i Aleksandra Kłuszyna oraz aktora i pisarza Piotra Pławilszczikowa. Ukazywało się w cyklu miesięcznym od lutego do grudnia 1792 roku. 
Redaktorem naczelnym był Kryłow, który po doświadczeniach z wydawanym w 1789 satyrycznym periodykiem „Poczta duchow” (Почта духов) nabył w 1791 drukarnię i w początkach 1792 wraz z Kłuszynem i Pławilszczikowem założył nowe czasopismo, wzorując się na angielskim „The Spectator” (rosyjskie zritiel i angielskie spectator znaczą po polsku dosłownie „widz”). Pozyskano 170 prenumeratorów. Obok artykułów publicystycznych czasopismo zamieszczało utwory literackie, zarówno oryginalne jak i tłumaczenia z innych języków. Z redakcją współpracowali m.in. książę-poeta Grigorij Chowanski, dramaturg Iwan Dmitriewski. 
Na łamach „Zritiela” Pławilszczikow nawoływał do stworzenia oryginalnej rosyjskiej dramaturgii, opartej na tematyce historycznej. Z kolei Kryłow zamieszczał wiele swoich utworów, polemizował z wydawaną przez Nikołaja Karamzina gazetą „Moskowskij Żurnał” (Московский журнал), wraz z Kłuszynem pisał satyryczne artykuły. Pełne aluzji do stosunków współczesnych teksty nie pozostały bez reakcji władz. Po publikacji satyrycznej „powieści orientalnej” Kryłowa o absolutystycznych poczynaniach fikcyjnego kalifa Kaiba, z rozkazu carycy Katarzyny II czasopismo zostało zamknięte, przeprowadzono też rewizję w drukarni. Wkrótce Kryłow do spółki z Kłuszynem zaczął wydawać nowe pod tytułem „Sankt-Pietierburskij Mierkurij” (Санкт-Петербургский Меркурий), który został zawieszony z końcem 1793 roku. 